# Шаламай Григорій Мартинович
Григорій Мартинович Шаламай (нар. 11 березня 1954, Доротичі, Рівненська область, УРСР) — радянський футболіст, півзахисник, український футбольний тренер.

## Кар'єра гравця
Народився в Доротичах, Рівненська область. Вихованець місцевої ДЮСШ, перший тренер — А. Мамикін. Футбольну кар'єру розпочав у 1971 році в складі місцевого «Локомотива», який на той час виступав у чемпіонаті Рівненської області. У 1972 році був призваний на військову службу, яку проходив в Східній Німеччині. З 1972 по 1973 роки виступав за команду ГРВН, яка виступала в місцевих аматорських футбольних змаганнях. Завдяки службі в Німеччині отримав право виступати за місцеві команди, у сезоні 1974/75 років захищав кольори друголігового «Мотора» (Геннінсдорфа). У 1975 році завершив військову службу й повернувся в Україну, де став гравцем рівненського «Авангарда». У 1980 році отримав запрошення від одеського «Чорноморця». Влітку 1983 року повернувся до рівненського клубу, в складі якого 1986 року й завершив професіональну футбольну кар'єру. Згодом виступав за ковельський «Сільмаш» в аматорському чемпіонаті України.

## Тренерська діяльність
Після завершення ігрової кар'єри розпочав тренерську діяльність. Спочатку тренував аматорський клуб «Сокіл» (Радзивилів). У жовтні 2000 року очолив рівненський «Верес», яким керував до жовтня 2003 року. Потім очолював аматорський ОДЕК. З вересня 2008 року став спортивним директором оржівців. В червні 2013 року повернувся на посаду головного тренера ОДЕКа. 19 липня 2015 року залишив команду.